# Дневниците на вампира: Яростта
Главна статия: Дневниците на вампира
Дневниците на вампира: Яростта е третата част от поредицата Дневниците на вампира от американската писателка Л. Дж. Смит.

## Сюжет
В третата книга се разказва с адаптирането на Елена като вампир, както и с това колко е объркана в любовта си към двамата братя. Стефан намира Елена мъртва и мисли, че силата, която е гонила Елена е била Деймън. Те се борят, а в средата на борбата Елена се събужда и напада Стефан – защото Деймън е дал повече от кръвта си на Елена и в резултат на това тя гледа на Стефан като заплаха за нейния създател. Те прекъсват борбата, а Стефан е с разбито сърце, предполагайки, че нейният атентат над него означава, че тя обича Деймън повече, а Деймън става много любезен към Елена.